# 유리 나자로프

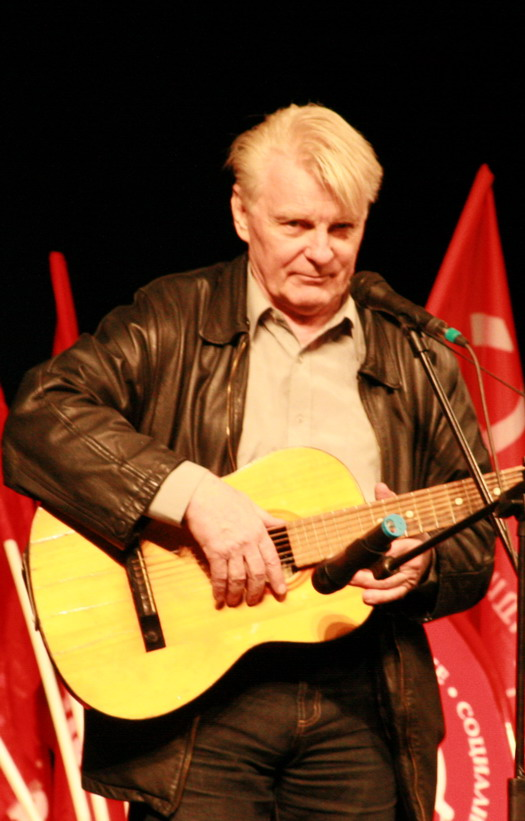
나자로프(2007년)

유리 블라디미로비치 나자로프(러시아어: Ю́рий Влади́мирович Наза́ров, 1937년 5월 5일 ~ )는 러시아의 텔레비전 배우 및 영화배우이다. 노보시비르스크에서 에스토니아인과 알바니아인사이에서 태어났다. 그는 1954년부터 지금까지 영화배우로 활동했다. 그는 모스크바에 거주하고 있으며, 현재 아포스톨이란 프로그램에서 출현하고 있다.